# (18015) Semenkovich
(18015) Semenkovich (1999 JD121) – planetoida z pasa głównego asteroid okrążająca Słońce w ciągu 3,61 lat w średniej odległości 2,35 j.a. Odkryta 13 maja 1999 roku.